# Icono de San Juan Crisóstomo de Kímolos

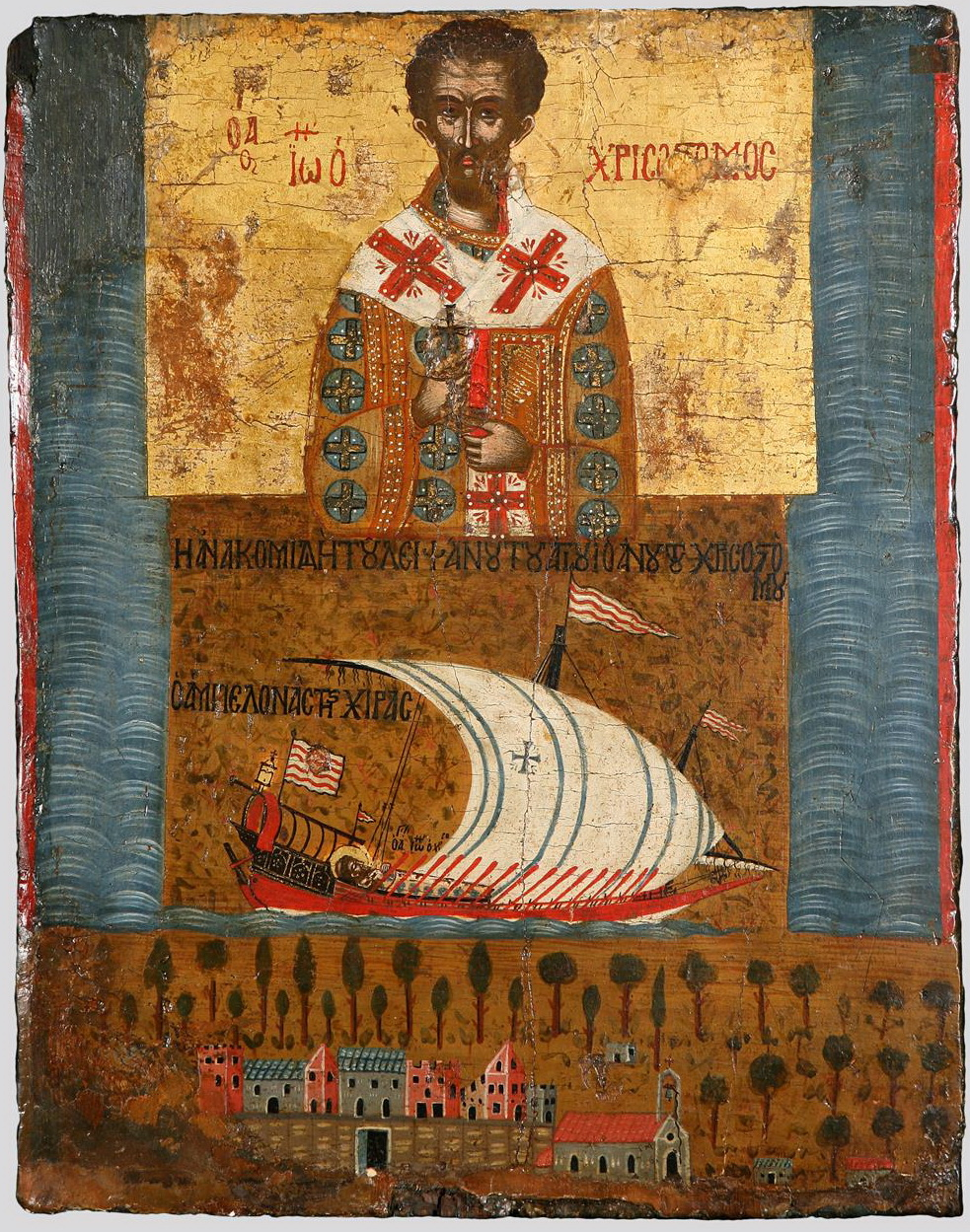
Icono de la iglesia de Ioannis Chrysostomos de la isla de Kímolis

El icono de San Juan Crisóstomo de la isla de Kímolos es un icono de finales del siglo XVII. Entre los franceses y los cristianos de occidente la isla de Kímolos era conocida por el nombre de Argentaria.
La iglesia donde se guardaba fue construida en 1680, cuando la isla estaba bajo dominio otomano.
Uno de los aspectos más interesantes de la obra considerada es la representación de una galeota con, aparentemente, banderas catalanas o aragonesas. No hay una explicación clara que justifique los detalles del barco que muestra el icono.

## Descripción
- La parte superior representa el santo, vestido con los ornamentos de obispo y mostrando una figura de medio cuerpo.
- La parte central representa el barco que transportó el cuerpo desde Comana de Ponte, donde murió, hasta Constantinopla.
- La parte inferior representa la ciudad de Comana.[4]

## La viña de la viuda
La causa del segundo y definitivo destierro de san Juan Crisóstomo fue el robo de una viña que pertenecía a una viuda llamada Kalítropi. La viña le fue robada y las quejas de la mujer perjudicada a la emperatriz Eudoxia no tuvieron éxito. San Juan criticó duramente el agravio cometido y fue desterrado.

## El segundo exilio del santo
Además de la denuncia mencionada del robo de la viña, el emperador Arcadio y la emperatriz Eudoxia querían castigar aquel obispo fastidioso que les causaba muchas molestias y estorbos. Al acabar la Pascua del año 404 Juan fue forzado al exilio, obligándolo a salir por la noche de Constantinopla con custodia militar. Las crónicas dicen que llegó a Nicea de Bitinia el 20 de junio de dicho año.
Los enemigos de Juan no estaban contentos con el destino de Nicea y más tarde fue obligado a desplazarse hasta Cucusa (Göksun) en un viaje penosísimo de setenta días. Los soldados lo maltrataban, solo lo alimentaban con mendrugos de pan y agua sucia, y no le dejaban dormir.

## Muerte y traslado del cuerpo de san Juan Crisóstomo
En Cucusa, el obispo Juan vivió relativamente tranquilo unos tres años. Sus enemigos, algunos obispos sirios, consiguieron un nuevo destino todavía más incómoda: Pytius. El viaje tenía que durar unos tres meses, pero san Juan Crisóstomo murió enfermo y agotado en Comana del Ponte el 14 de setiembre del año 407.

## El barco
Según los relatos de referencia, el barco que transportó los restos mortales de san Juan Crisóstomo era la propia galera del emperador Teodosio II (año 438).

### La nave representada en el icono
La nave representada es parecida a una galeota de 16 bancos (32 remos). El timón es de rueda (timón de codaste) y lleva una farola en la popa. Los despojos de Juan Crisóstomo van en cubierta, en un ataúd abierto (este detalle está claramente desproporcionado). Tiene dos mástiles o palos. En el palo mayor la vela está desplegada e hinchada por el viento. En el trinquete (según la nomenclatura moderna), la vela está afianzada a la antena.